# Csáth (könyvszereplő)
Csáth (5. század)  Gárdonyi Géza: A láthatatlan ember című művének egyik fontos szereplője, hun főúr, Atilla hun király bizalmasa. Leányába, Emőkébe lesz szerelmes a főszereplő Zéta, a görög ifjú.

## Élete
|  | Alább a cselekmény részletei következnek! |

Csáth a könyv alapján hun nemesi családból származik, és a többi hun szereplőhöz hasonlóan ő is Atilla király Tisza menti sátorvárosában élt, illetve nevelkedett.
Mikor megérkeznek a görög követek, Csáth feladata lesz az elszállásolásuk. Ekkor pillantja meg lányát, Emőkét először Zéta s rögtön szerelmes lesz belé. Csáth egy rendkívül vad és türelmetlen személyiség, ezért nemcsak a rómaiak, de néha még a hunok is félnek tőle. Később azonban Zéta vállalja a kockázatot, és hamis levéllel visszaszökik Csáth úrhoz, hogy találkozhasson Emőkével. Amikor kitudódik, hogy Zéta hamis levéllel szökött vissza, Csáth éktelen haragra gerjed, és iszonyúan ellátja az ifjú baját.
Később azonban megenyhül, és mindennapi szolgálójává és „tanácsosává” avatja Zétát. Atilla király hadjárata előtt még katonai kiképzésre is küldi őt. A hadjárat idején a többi hun főúrral együtt ő is részt vesz az ütközetekben és a Catalaunumi csata során bátran és vérszomjasan harcol. Amint tudomást szerez róla, hogy Zéta elkapta a pestist, otthagyja a csatatéren, és tovább vonul Atilla seregével együtt.
A történet végén Csáth azok között van, akik felfedezik, hogy a király az éjszaka folyamán meghalt. Ezek után megrendül a Hun Birodalom és többet nincs szó Csáth úrról. Zéta elszökik tőle, és visszatér a Keletrómai Birodalomba.
|  | Itt a vége a cselekmény részletezésének! |